# Clemency
Clemency es una película de drama estadounidense de 2019 escrita y dirigida por Chinonye Chukwu. Está protagonizada por Alfre Woodard, Richard Schiff, Danielle Brooks, Michael O'Neill, Richard Gunn, Wendell Pierce y Aldis Hodge. Tuvo su estreno mundial en el Festival de Cine de Sundance el 27 de enero de 2019. Fue lanzada el 27 de diciembre de 2019 por Neon. Recibió elogios de la crítica por su guion, cinematografía, la dirección de Chukwu, la banda sonora, los temas y la interpretación de Woodard.

## Argumento
Bernadine Williams, directora de la prisión, supervisa la ejecución del recluso Víctor Jiménez junto con el capellán de la prisión, David Kendricks. El médico que lo atiende no encuentra una vena del brazo adecuada y comienza a entrar en pánico. Bernadine autoriza al médico a utilizar la vena femoral. La ejecución sale mal y Víctor se retuerce sobre la mesa antes de que su corazón finalmente se detenga.
Uno de los presos de Bernadine es Anthony Woods, un hombre tranquilo que sigue manteniendo su inocencia y se niega a hablar con Bernadine cuando ella visita su celda en el corredor de la muerte. Bernadine conoce bien al abogado de Anthony, Marty, quien ha estado luchando para liberar a su cliente durante los últimos siete años. Bernadine se entera por Marty de que Anthony ha perdido su última apelación. Ella comienza a hacer preparativos para su muerte. En casa, Bernadine sufre de insomnio y pesadillas recurrentes.
Si bien mantiene una apariencia aparentemente tranquila y profesional, lucha emocionalmente, bebe mucho después del trabajo y pelea con su esposo, Jonathan. Jonathan, un profesor de secundaria, quiere que Bernadine deje su trabajo porque ve lo mucho que le ha pesado su trabajo. Después de un enfrentamiento en la noche de su aniversario de bodas, Jonathan deja a Bernadine y se registra en un motel.
Anthony recibe una carta de Evette, una exnovia, informándole que tienen un hijo. Él consiente en verla durante el horario de visita, donde ella revela que le ocultó su embarazo y crio a su hijo con otro hombre para darle mejores oportunidades que con un padre condenado a muerte. Ella se ofrece a dejar que Anthony vea a su hijo antes de que lo ejecuten.
Habiendo agotado el número de apelaciones judiciales, Marty presenta una apelación con la esperanza de obtener un perdón de última hora del gobernador del estado. Hace apariciones en televisión y sigue visitando a Anthony con frecuencia. Bernadine visita al capellán Kendricks y le pide que no se rinda con Anthony. Jonathan regresa a casa, pero Bernadine continúa guardando sus emociones para sí misma.
El día de su ejecución, Anthony espera a Evette y su hijo, pero no se presentan. Bernadine deja mensajes de voz en el teléfono de Evette en vano. Mientras Marty y el capellán Kendricks ofrecen consuelo a Anthony, la oficina del gobernador llama a la prisión para informar que no le concederán el indulto.
Anthony es acompañado a la sala de ejecución y atado a la mesa de ejecución. Bernadine pregunta si hay algo que le gustaría decir. En su declaración final, Anthony habla con el Señor y la Señora Collins, los padres del hombre al que fue condenado por asesinar. Expresa dolor por su pérdida y reafirma su inocencia. Agradece a Marty y al capellán Kendricks por su ayuda a lo largo de los años. Bernadine llora mientras lo ve morir.

## Reparto
- Alfre Woodard como Bernadine Williams.
- Wendell Pierce como Jonathan Williams.
- Aldis Hodge como Anthony Woods.
- Richard Schiff como Marty Lumetta.
- Danielle Brooks como Evette.
- LaMonica Garrett como Logan Cartwright.
- Michael O'Neill como Chaplain Kendricks.
- Michelle C. Bonilla como Sonia
- Vernee Watson-Johnson como la Sra. Collins
- Dennis Haskins como el Señor Collins
- Richard Gunn como Thomas Morgan.
- Alex Castillo como Victor Jimenez
- Alma Martínez como la Señora Jiménez

## Producción

### Desarrollo
Chukwu se inspiró para escribir la película después de la ejecución ampliamente protestada de Troy Davis en Georgia en 2011. Sus seis años de investigación incluyeron la ejecución de un programa de películas para reclusos en Ohio y la defensa de nuevos juicios en casos inseguros.

## Estreno
La película tuvo su estreno mundial en el Festival de Cine de Sundance el 27 de enero de 2019. Allí ganó el Gran Premio del Jurado de Drama de Estados Unidos, convirtiendo a Chukwu en la primera mujer negra en ganar el premio. Poco después, Neon adquirió los derechos de distribución de la película. Se proyectó en el Festival Internacional de Cine de San Diego el 18 de octubre de 2019. Fue lanzado el 27 de diciembre de 2019.

## Recepción

### Crítica
En Rotten Tomatoes, la película tiene una calificación de aprobación del 92% basada en 143 reseñas, con una calificación promedio de 7.82/10. El consenso del sitio dice: "Clemency extrae serios problemas sociales para un drama apasionante, que cobra vida gracias a un elenco destacado dirigido por Alfre Woodard". En Metacritic, la película tiene una puntuación media ponderada de 77 sobre 100, basada en 30 críticos, indicando "revisiones generalmente favorables".
Matt Fagerholm de RogerEbert.com le dio a la película 4 de 4 estrellas y escribió: "Está claro que Bernadine desea recuperar su integridad, regresar a la felicidad que una vez tuvo con su esposo, pero cuando retrocede ante su toque, nos damos cuenta de que su alma permanece encerrada en la prisión incluso durante sus horas libres". También celebró la actuación de Alfre Woodard como Bernadine Williams, afirmando: "Literalmente puedes detectar el momento en que su alma parece haber abandonado su cuerpo. Esta es la pantalla actuando de un tipo muy raro, y "Clemency" es una fuente de energía emocional vital que merece ser vista".
Eric Kohn de IndieWire le dio a la película una "A–" y escribió: "El segundo largometraje de la guionista y directora Chinonye Chukwu mantiene los ritmos tranquilos y constantes de una mujer tan consumida por su rutina que al final de los créditos iniciales, parece haber también consumió su humanidad".

### Premios y nominaciones
| Premio                                    | Fecha de ceremonia     | Categoría                                          | Receptor(es) y nominado(s)                                                            | Resultado               | Referencias |
| ----------------------------------------- | ---------------------- | -------------------------------------------------- | ------------------------------------------------------------------------------------- | ----------------------- | ----------- |
| Festival de Cine de Sundance              | 2 de febrero de 2019   | Premio del Gran Jurado Dramático de Estados Unidos | Chinonye Chukwu                                                                       | Ganadora                | [ 12 ]      |
| Festival Internacional de Cine de Seattle | 9 de junio de 2019     | Mejor Actriz                                       | Alfre Woodard                                                                         | Finalista/Segundo Lugar | [ 13 ]      |
| Festival Internacional de Cine de Seattle | 9 de junio de 2019     | Mejor Actor                                        | Aldis Hodge                                                                           | Finalista/Cuarto Lugar  | [ 13 ]      |
| Festival de Cine de Filadelfia            | 17 de octubre de 2019  | Mejor Característica Local                         | Chinonye Chukwu                                                                       | Ganadora                | [ 14 ]      |
| Premios Gotham                            | 2 de diciembre de 2019 | Mejor Actriz                                       | Alfre Woodard                                                                         | Nominada                | [ 15 ]      |
| Premios Gotham                            | 2 de diciembre de 2019 | Mejor Actor                                        | Aldis Hodge                                                                           | Nominado                | [ 15 ]      |
| Casting Society of America                | 30 de enero de 2020    | Bajo Presupuesto: Comedia o Drama                  | Kerry Barden, Paul Schnee, Roya Semnanian                                             | Nominados               | [ 16 ]      |
| Premios Black Reel                        | 6 de febrero de 2020   | Mejor Película Independiente                       | Chinonye Chukwu, Timur Bekbosunov, Julian Cautherley, Bronwyn Cornelius, y Peter Wong | Nominados               | [ 17 ]      |
| Premios Black Reel                        | 6 de febrero de 2020   | Actriz Destacada                                   | Alfre Woodard                                                                         | Nominada                | [ 17 ]      |
| Premios Black Reel                        | 6 de febrero de 2020   | Mejor Actor de Reparto                             | Aldis Hodge                                                                           | Nominado                | [ 17 ]      |
| Premios Black Reel                        | 6 de febrero de 2020   | Rendimiento Excepcional, Masculino                 | Aldis Hodge                                                                           | Nominado                | [ 17 ]      |
| Premios Black Reel                        | 6 de febrero de 2020   | Mejor Guion, Adaptado u Original                   | Chinonye Chukwu                                                                       | Nominada                | [ 17 ]      |
| Premios Black Reel                        | 6 de febrero de 2020   | Director Emergente Destacado                       | Chinonye Chukwu                                                                       | Nominada                | [ 17 ]      |
| Premios Black Reel                        | 6 de febrero de 2020   | Primer Guion Excepcional                           | Chinonye Chukwu                                                                       | Nominada                | [ 17 ]      |
| Premios Independent Spirit                | 8 de febrero de 2020   | Mejor Característica                               | Timur Bekbosunov, Julian Cautherley, Bronwyn Cornelius and Peter Wong                 | Nominados               | [ 18 ]      |
| Premios Independent Spirit                | 8 de febrero de 2020   | Mejor Protagonista Femenina                        | Alfre Woodard                                                                         | Nominada                | [ 18 ]      |
| Premios Independent Spirit                | 8 de febrero de 2020   | Mejor Guion                                        | Chinonye Chukwu                                                                       | Nominada                | [ 18 ]      |
| NAACP Image Awards                        | 22 de febrero de 2020  | Película Independiente Excepcional                 | Clemency                                                                              | Nominada                | [ 19 ]      |
| NAACP Image Awards                        | 22 de febrero de 2020  | Mejor Actriz en una Película                       | Alfre Woodard                                                                         | Nominada                | [ 19 ]      |
| NAACP Image Awards                        | 22 de febrero de 2020  | Escritura Sobresaliente en una Película            | Chinonye Chukwu                                                                       | Nominada                | [ 19 ]      |